# Ipomoea wrightii
Ipomoea wrightii är en vindeväxtart som beskrevs av Asa Gray. Enligt Catalogue of Life ingår Ipomoea wrightii i släktet praktvindor och familjen vindeväxter, men enligt Dyntaxa är tillhörigheten istället släktet praktvindor och familjen vindeväxter. Arten har ej påträffats i Sverige. Inga underarter finns listade i Catalogue of Life.

## Bildgalleri

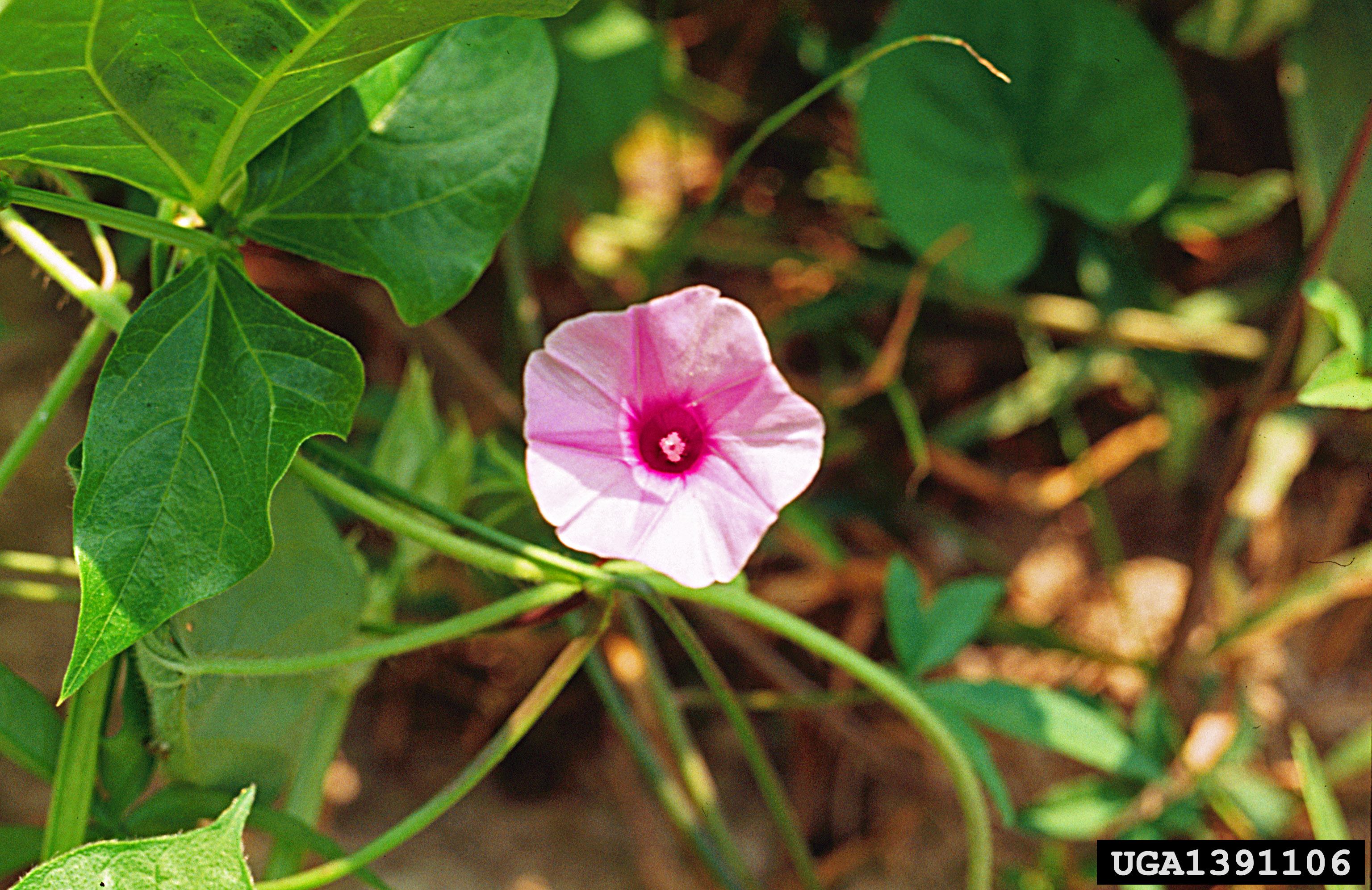